# Hiromi Uehara

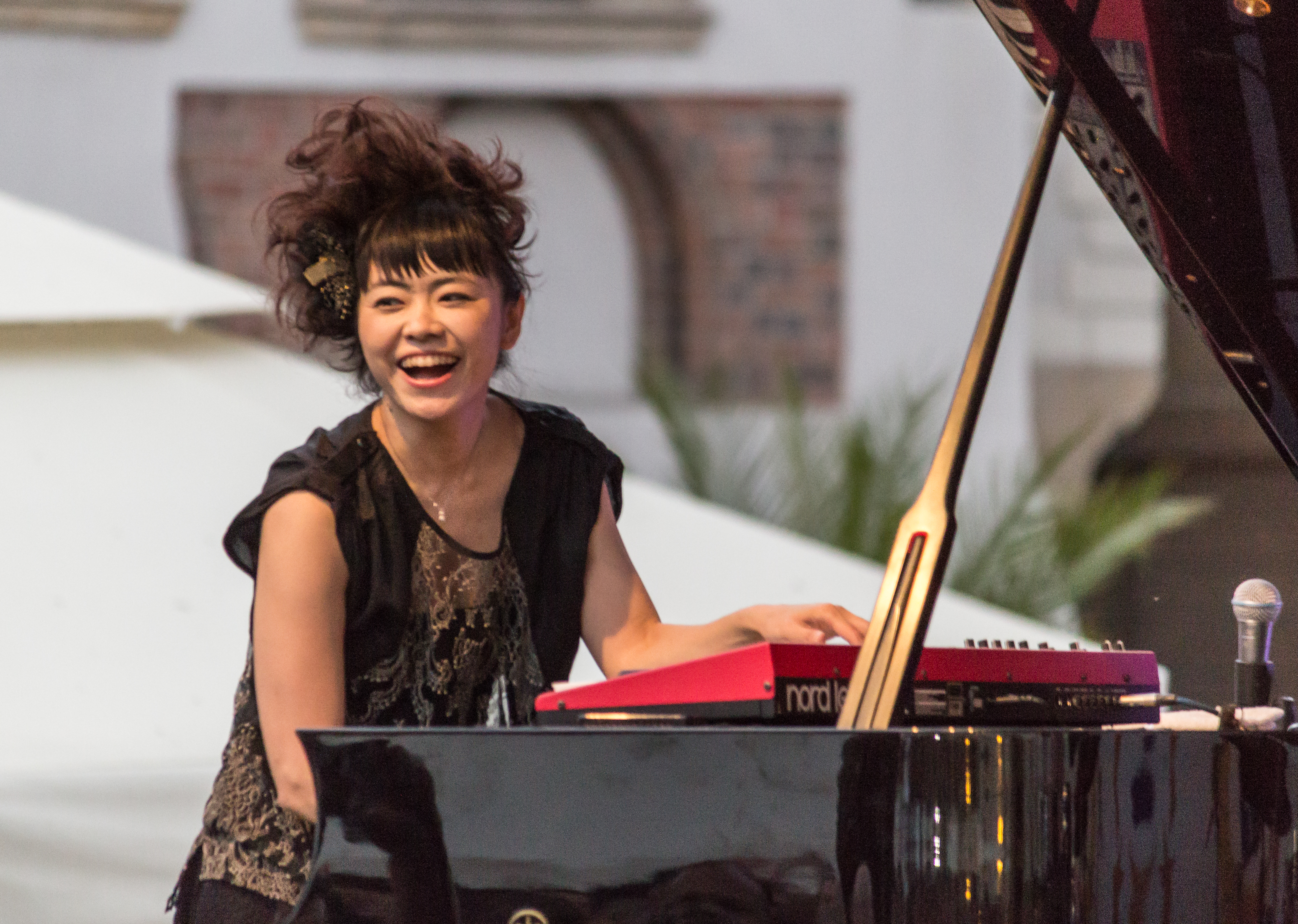
Hiromi Uehara 2013 bei Jazz na Starówce in Warschau

Hiromi Uehara (jap. 上原 ひろみ, Uehara Hiromi; * 26. März 1979 in Hamamatsu), Künstlername Hiromi, ist eine japanische Jazz-Pianistin.

## Leben und Wirken
Hiromi erhielt seit dem sechsten Lebensjahr klassischen Klavierunterricht, wobei ihr Lehrer auch ihr Jazzverständnis förderte. Als Zwölfjährige trat sie das erste Mal mit Orchester auf. Mit 14 Jahren spielte sie mit der Tschechischen Philharmonie. Mit 17 traf sie auf Chick Corea und spielte mit ihm eine Improvisation für zwei Klaviere ein. Nach weiteren Erfahrungen, unter anderem im Komponieren von Werbemusik für Nissan, ging sie 1999 in die Vereinigten Staaten, um am Berklee College of Music in Boston zu studieren. Unter ihren Mentoren am Berklee College war Richard Evans, der Orchesterbearbeitung unterrichtet. Ihr Debüt bei der Plattenfirma Telarc wurde durch Ahmad Jamal gefördert. Richard Evans co-produzierte ihre erste Platte, die sie noch vor dem Abschluss ihres Studiums aufnahm, und die 2003 in Japan Gold-Status erreichte.
Seit ihrem zweiten Album Brain bis 2009 wurde die Musikerin auf Tour in der Regel von dem slowakischen Schlagzeuger Martin Valihora und dem britischen Bassisten Tony Grey begleitet. Beide Musiker kennt sie aus ihren Studienzeiten in Berklee. Für die Alben Time Control und Beyond Standard ließ sie sich vom Gitarristen David „Fuze“ Fiuczynski, bekannt als Bandleader der Gruppe Screaming Headless Torsos, begleiten. 2009 war sie auch mit einem Soloprogramm auf dem klassischen Flügel unterwegs. Sie hat weiterhin Aufnahmen im Duo mit Chick Corea eingespielt (Duet, 2008) sowie mit dem Trio von Stanley Clarke (mit Lenny White, Jazz in the Garden). In den letzten Jahren spielte sie mit ihrem neu besetzten Trio, dem Anthony Jackson und Simon Phillips angehören.
Die Pianistin spielt aufbauend auf den Errungenschaften George Antheils und Art Tatums mit extremer Virtuosität; ihre Kompositionen wechseln zwischen Jazz, Avantgarde und Rock. Die Musikerin gilt der Jazzzeitung (3/2009) zufolge „als eine der weltbesten und erfolgreichsten Künstlerinnen im Bereich der Jazz-Rock-Fusion, die mit ihrer Virtuosität, ihrer haarsträubenden Energie und ihrem Spielspaß einiges an Frische in dieses eigentlich totgespielte Genre bringt. Ihre Musik ist zwar technisch sehr anspruchsvoll, die Grundlage bilden aber meistens leicht zugängliche Melodien oder elektrische Grooves.“
2007 heiratete sie den japanischen Modeschöpfer Yasuhiro Mihara, auf dessen Modeshow in Paris sie im selben Jahr live spielte.

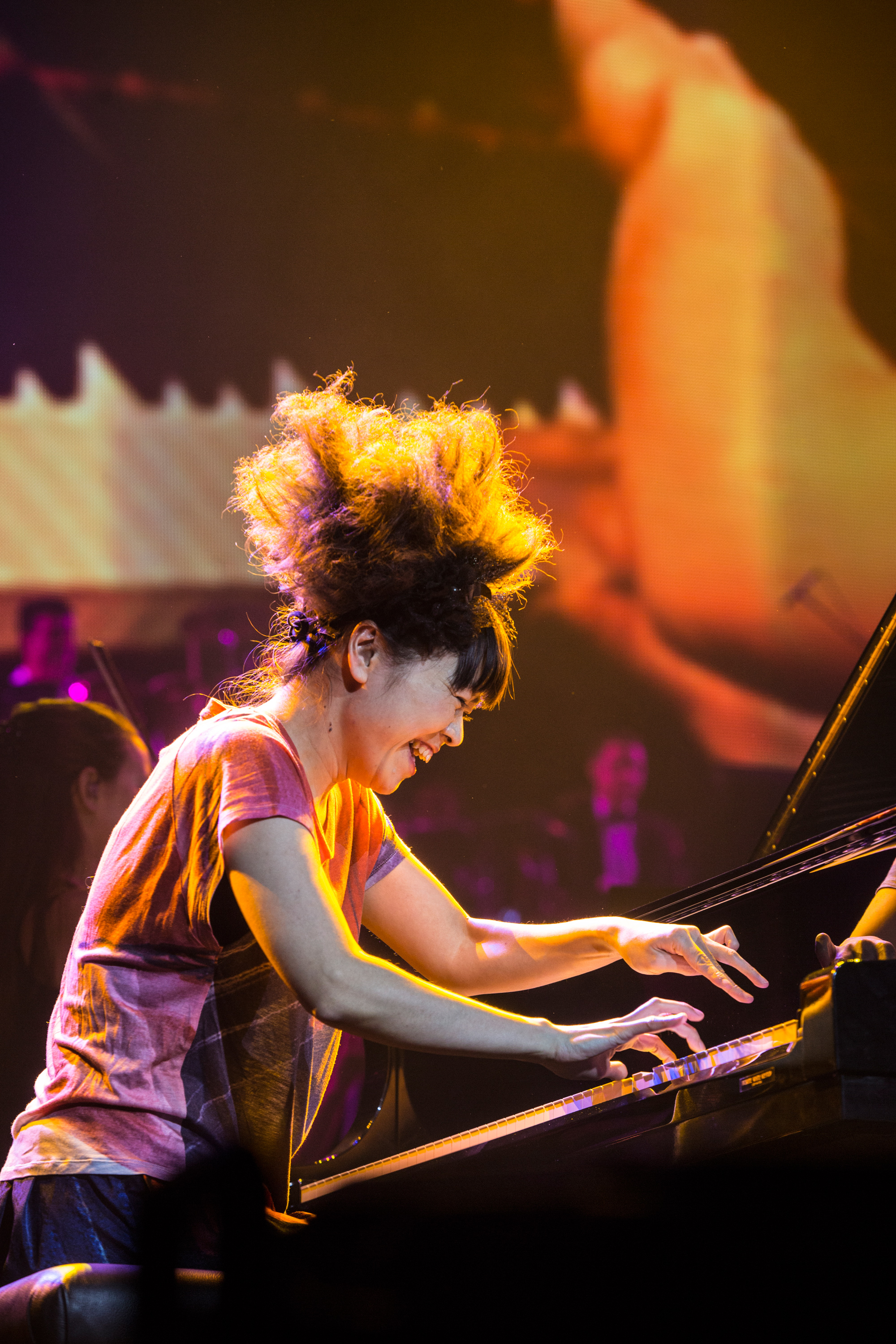
Auftritt bei der Night of the Proms 2013 in der Festhalle Frankfurt

## Diskografie

### Als Leader/Co-Leader
| Jahr | Titel                        | Label           | Anmerkungen/Besetzung |
| ---- | ---------------------------- | --------------- | --- |
| 2003 | Another Mind                 | Telarc          | mit Mitch Cohn (Bass), Dave DiCenso (Schlagzeug) und Gästen: Anthony Jackson (Bass), Jim Odgren (Altsaxophon), David Fiuczynski (Gitarre) |
| 2004 | Brain                        | Telarc          | mit Tony Grey (Bass), Anthony Jackson (Bass), Martin Valihora (Schlagzeug)                                                                |
| 2005 | Spiral                       | Telarc          | mit Tony Grey (Bass), Martin Valihora (Schlagzeug)                                                                                        |
| 2007 | Time Control                 | Telarc          | als "Hiromi's Sonicbloom" mit David Fiuczynski (Gitarre), Tony Grey (Bass), Martin Valihora (Schlagzeug)                                  |
| 2008 | Beyond Standard              | Telarc          | als "Hiromi's Sonicbloom" mit David Fiuczynski (Gitarre), Tony Grey (Bass), Martin Valihora (Schlagzeug)                                  |
| 2008 | Duet                         | Stretch Records | mit Chick Corea (Piano) |
| 2009 | Place to Be                  | Telarc          | Solo |
| 2011 | Voice                        | Telarc          | als "The Trio Project" mit Anthony Jackson (Bass) und Simon Phillips (Schlagzeug)                                                         |
| 2011 | Get Together - Live In Tokyo | Telarc          | mit Akiko Yano (Piano) |
| 2012 | Move                         | Telarc          | als "The Trio Project" mit Anthony Jackson (Bass) und Simon Phillips (Schlagzeug)                                                         |
| 2014 | Alive                        | Telarc          | als "The Trio Project" mit Anthony Jackson (Bass) und Simon Phillips (Schlagzeug)                                                         |
| 2016 | Spark                        | Telarc          | als "The Trio Project" mit Anthony Jackson (Bass) und Simon Phillips (Schlagzeug)                                                         |
| 2017 | Live In Montreal             | Telarc          | mit Edmar Castañeda (Harfe) |
| 2019 | Spectrum                     | Telarc          | Solo |
| 2021 | Silver Lining Suite          | Telarc          | mit Streichquartett – Sohei Birmann und Tatsuo Nishie (Violine), Meguna Naka (Viola) und Wataru Mukai (Cello)                             |
| 2023 | Sonicwonderland              | Telarc          | als "Hiromi's Sonicwonder" mit Hadrien Feraud (Bass), Gene Coye (Schlagzeug) und Adam O’Farrill (Trompete)                                |
| 2025 | OUT THERE                    | Telarc          | als "Hiromi's Sonicwonder" mit Hadrien Feraud (Bass), Gene Coye (Schlagzeug) und Adam O’Farrill (Trompete)                                |

### Als Sidewoman
| Jahr | Leader                  | Titel                   | Label                  |
| ---- | ----------------------- | ----------------------- | ---------------------- |
| 2009 | The Stanley Clarke Trio | Jazz In The Garden      | Heads Up International |
| 2010 | The Stanley Clarke Band | The Stanley Clarke Band | Heads Up International |

### Video
| Jahr | Titel                                        | Label  | Anmerkungen/Besetzung |
| ---- | -------------------------------------------- | ------ | --- |
| 2008 | Hiromi - Live in Concert                     | Telarc | Live at Shinagawa Stellar Ball, 2. Dezember 2005 mit Tony Grey (Bass), Martin Valihora (Schlagzeug)                                       |
| 2008 | Hiromi's Sonic Bloom - Live in Concert       | Telarc | Live at Tokyo International Forum Hall A, 9. Dezember 2007 mit David Fiuczynski (Gitarre), Tony Grey (Bass), Martin Valihora (Schlagzeug) |
| 2010 | Hiromi Solo - Live at the Blue Note New York | Telarc | Live at the Blue Note New York, 20. und 21. August 2010                                                                                   |
| 2011 | The Trio Project - Live in Marciac           | Telarc | Live in Marciac (Frankreich), 31. Juli 2011 mit Anthony Jackson (Bass) und Simon Phillips (Schlagzeug)                                    |
| 2014 | The Trio Project - Move: Live in Tokyo       | Telarc | Live in Tokyo mit Anthony Jackson (Bass) und Simon Phillips (Schlagzeug)                                                                  |